# Cechyny
Cechyny (kaszub. Cechinë, niem. Zechinen) – przysiółek wsi Łąkie w Polsce, położony w województwie pomorskim, w powiecie bytowskim, w gminie Studzienice, na Pojezierzu Bytowskim, na zachodnim brzegu objętego rezerwatem jeziora Cechyńskiego Małego. Wchodzi w skład sołectwa Łąkie.
W latach 1975–1998 przysiółek należał administracyjnie do województwa słupskiego.